# Mrákotín, Chrudim
Mrákotín là một làng thuộc huyện Chrudim, vùng Pardubický, Cộng hòa Séc.